# Tenis na Letních olympijských hrách 2012 – smíšená čtyřhra
Smíšená čtyřhra na Letních olympijských hrách 2012 probíhala v areálu londýnského All England Lawn Tennis and Croquet Clubu, tradičním dějišti třetího grandslamu sezóny Wimbledonu. Soutěž se konala v období od 1. do 5. srpna 2012 poprvé od pařížských Letních olympijských her 1924. Představovala také premiérový olympijský turnaj na travnatých dvorcích od znovuzařazení tenisu do rodiny olympijských sportů v roce 1988.
Turnaj pořádaly Mezinárodní tenisová federace a Mezinárodní olympijský výbor. Do soutěže nastoupilo 16 dvojic. Utkání se hrála na dva vítězné sety, včetně zápasů o olympijské medaile. Tiebreak rozhodoval první dva sety za stavu her 6–6 vyjma rozhodujícího setu, v němž byl uplatněn tzv. supertiebreak, kdy vyhrál pár po dosažení 10 bodů za podmínky náskoku alespoň dvou míčů.
Rozlosování soutěže proběhlo v All England Clubu 31. července v 15.00 hod.
Poslední olympijskou soutěž smíšené čtyřhry, která se konala na LOH 1924 v Paříži, vyhrál americký pár Hazel Hotchkissová Wightmanová a Richard Norris Williams.
Vítězem se stala první nasazený běloruský pár Viktoria Azarenková a Max Mirnyj, který ve finále zdolal britskou dvojici Laura Robsonová a Andy Murray až v supertiebreaku poměrem míčů 10:8. Murray do finále mixu nastupoval jako olympijský vítěz v mužské dvouhře, kterou před utkáním vyhrál. Azarenková získala v ženské dvouhře bronzovou medaili.
Bronzovou medaili vybojovala americká dvojice Lisa Raymondová a Mike Bryan.

## Harmonogram
| Datum           | 1. srpna   | 2. srpna   | 3. srpna    | 4. srpna               | 5. srpna              |
| Zahájení        | 11:30      | 11:30      | 12:00       | 12:00                  | 12:00                 |
| --------------- | ---------- | ---------- | ----------- | ---------------------- | --------------------- |
| smíšená čtyřhra | osmifinále | osmifinále | čtvrtfinále | semifinále čtvrtfinále | utkání o bronz finále |

## Soutěž smíšené čtyřhry

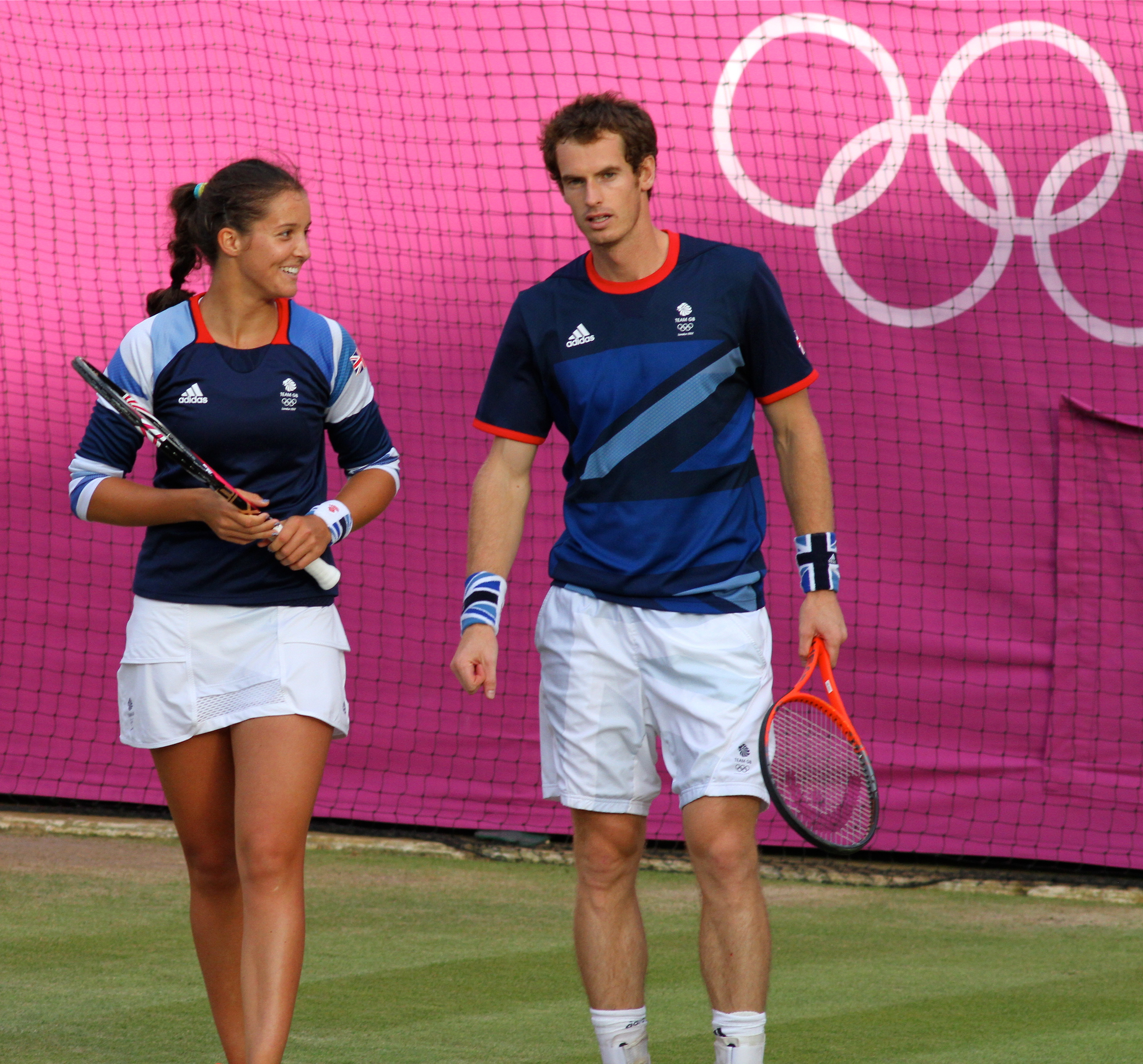
Stříbrní medailisté Robsonová a Murray

### Nasazení dvojic
1. Viktoria Azarenková (BLR) /  Max Mirnyj (BLR) (vítězové, zlatá medaile)
2. Liezel Huberová (USA) /  Bob Bryan (USA) (1. kolo)
3. Lisa Raymondová (USA) /  Mike Bryan (USA) (semifinále, bronzová medaile)
4. Agnieszka Radwańská (POL) /  Marcin Matkowski (POL) (1. kolo)

### Pavouk
| Legenda                                                                    |                                                |                           |
| - IP – pozvání ITF - INV – pozvání Tripartitní komise - d – diskvalifikace | - Alt – náhradník - r – skreč - w/o – bez boje | - PR – žebříčková ochrana |

| První kolo | První kolo                            | První kolo | První kolo | První kolo |  |    | Čtvrtfinále                        | Čtvrtfinále                       | Čtvrtfinále | Čtvrtfinále | Čtvrtfinále |  |  | Semifinále | Semifinále                        | Semifinále | Semifinále | Semifinále |  |                           | Finále o zlatou medaili         | Finále o zlatou medaili           | Finále o zlatou medaili   | Finále o zlatou medaili   | Finále o zlatou medaili |
|            |                                       |            |            |            |  |    |                                    |                                   |             |             |             |  |  |            |                                   |            |            |            |  |                           |                                 |                                   |                           |                           |                         |
| 1          | V Azarenka (BLR) · M Mirnyj (BLR)     | 6          | 6          |            |  |    |                                    |                                   |             |             |             |  |  |            |                                   |            |            |            |  |                           |                                 |                                   |                           |                           |                         |
|            | A Kerber (GER) · P Petzschner (GER)   | 2          | 2          |            |  |    | 1                                  | V Azarenka (BLR) · M Mirnyj (BLR) | 7           | 7           |             |  |  |            |                                   |            |            |            |  |                           |                                 |                                   |                           |                           |                         |
|            | S Mirza (IND) · L Paes (IND)          | 6          | 6          |            |  |    | S Mirza (IND) · L Paes (IND)       | 5                                 | 65          |             |             |  |  |            |                                   |            |            |            |  |                           |                                 |                                   |                           |                           |                         |
|            | A Ivanović (SRB) · N Zimonjić (SRB)   | 2          | 4          |            |  |    |                                    |                                   |             |             |             |  |  | 1          | V Azarenka (BLR) · M Mirnyj (BLR) | 3          | 6          | [10]       |  |                           |                                 |                                   |                           |                           |                         |
| 3          | L Raymond (USA) · M Bryan (USA)       | 7          | 6          |            |  |    |                                    |                                   |             |             |             |  |  | 3          | L Raymond (USA) · M Bryan (USA)   | 6          | 4          | [7]        |  |                           |                                 |                                   |                           |                           |                         |
|            | S Errani (ITA) · A Seppi (ITA)        | 5          | 3          |            |  |    | 3                                  | L Raymond (USA) · M Bryan (USA)   | 6           | 7           |             |  |  |            |                                   |            |            |            |  |                           |                                 |                                   |                           |                           |                         |
|            | G Dulko (ARG) · JM del Potro (ARG)    | 6          | 7          |            |  |    | G Dulko (ARG) · JM del Potro (ARG) | 2                                 | 5           |             |             |  |  |            |                                   |            |            |            |  |                           |                                 |                                   |                           |                           |                         |
| IP         | J Vesnina (RUS) · M Južnyj (RUS)      | 3          | 5          |            |  |    |                                    |                                   |             |             |             |  |  |            |                                   |            |            |            |  |                           | 1                               | V Azarenka (BLR) · M Mirnyj (BLR) | 2                         | 6                         | [10]                    |
| IP         | L Robson (GBR) · A Murray (GBR)       | 7          | 67         | [10]       |  |    |                                    |                                   |             |             |             |  |  |            |                                   |            |            |            |  |                           | IP                              | L Robson (GBR) · A Murray (GBR)   | 6                         | 3                         | [8]                     |
|            | L Hradecká (CZE) · R Štěpánek (CZE)   | 5          | 79         | [7]        |  |    | IP                                 | L Robson (GBR) · A Murray (GBR)   | 6           | 3           | [10]        |  |  |            |                                   |            |            |            |  |                           |                                 |                                   |                           |                           |                         |
| IP         | S Stosur (AUS) · L Hewitt (AUS)       | 6          | 6          |            |  | IP | S Stosur (AUS) · L Hewitt (AUS)    | 3                                 | 6           | [8]         |             |  |  |            |                                   |            |            |            |  |                           |                                 |                                   |                           |                           |                         |
| 4          | A Radwańska (POL) · M Matkowski (POL) | 3          | 3          |            |  |    |                                    |                                   |             |             |             |  |  | IP         | L Robson (GBR) · A Murray (GBR)   | 6          | 67         | [10]       |  |                           |                                 |                                   |                           |                           |                         |
| IP         | S Arvidsson (SWE) · R Lindstedt (SWE) | 3          | 6          | [8]        |  |    |                                    |                                   |             |             |             |  |  |            | S Lisicki (GER) · C Kas (GER)     | 1          | 79         | [7]        |  |                           |                                 |                                   |                           |                           |                         |
|            | R Vinci (ITA) · D Bracciali (ITA)     | 6          | 4          | [10]       |  |    |                                    | R Vinci (ITA) · D Bracciali (ITA) | 6           | 62          | [7]         |  |  |            |                                   |            |            |            |  | Zápas o bronzovou medaili | Zápas o bronzovou medaili       | Zápas o bronzovou medaili         | Zápas o bronzovou medaili | Zápas o bronzovou medaili |                         |
|            | S Lisicki (GER) · C Kas (GER)         | 7          | 65         | [10]       |  |    | S Lisicki (GER) · C Kas (GER)      | 4                                 | 7           | [10]        |             |  |  |            |                                   |            |            |            |  | 3                         | L Raymond (USA) · M Bryan (USA) | 6                                 | 4                         | [10]                      |                         |
| 2          | L Huber (USA) · B Bryan (USA)         | 65         | 7          | [5]        |  |    |                                    |                                   |             |             |             |  |  |            |                                   |            |            |            |  |                           |                                 | S Lisicki (GER) · C Kas (GER)     | 3                         | 6                         | [4]                     |

## Kvalifikované dvojice
Národní olympijský výbor mohl vyslat maximálně dvě dvojice, a v takovém případě by každá z nich hrála v jiné polovině pavouka. Do mixu mohli nastoupit pouze tenisté, kteří již na LOH 2012 hráli dvouhru a/nebo čtyřhru. Dvanáct přihlášených párů se automaticky kvalifikovalo na základě kombinovaného žebříčku ATP a WTA. Ten představuje součet pořadí klasifikací u muže (ATP) a ženy (WTA) tvořících jeden pár. Každému účastníku bylo započítáno vyšší umístění, na kterém figuroval buď ve dvouhře, nebo ve čtyřhře. Následný prostý součet obou umístění byl kritériem pro účast v soutěži. Dvojice s nejnižšími součty do 12. místa si tuto účast zajistily. Další čtyři místa přidělila smíšeným dvojicím ITF ve formě pozvání.
| Č.                                | KŽ                    | Žebříček WTA          | Hráčka                     | Žebříček ATP          | Hráč                  | NOV                    |
| Kvalifikované dvojice             | Kvalifikované dvojice | Kvalifikované dvojice | Kvalifikované dvojice      | Kvalifikované dvojice | Kvalifikované dvojice | Kvalifikované dvojice  |
| --------------------------------- | --------------------- | --------------------- | -------------------------- | --------------------- | --------------------- | ---------------------- |
| 1.                                | 3.                    | 2'.                   | Viktoria Azarenková        | 1.                    | Max Mirnyj            | Bělorusko              |
| 2.                                | 4.                    | 1.                    | Lisa Raymondová            | 3.                    | Mike Bryan            | Spojené státy americké |
| 3.                                | 4.                    | 1.                    | Liezel Huberová            | 3.                    | Bob Bryan             | Spojené státy americké |
| 4.                                | 12.                   | 3'.                   | Agnieszka Radwańská        | 9.                    | Marcin Matkowski      | Polsko                 |
| 5.                                | 19.                   | 12.                   | Sania Mirzaová             | 7.                    | Leander Paes          | Indie                  |
| 6.                                | 20.                   | 14'.                  | Ana Ivanovićová            | 6.                    | Nenad Zimonjić        | Srbsko                 |
| 7.                                | 23.                   | 14.                   | Gisela Dulková             | 9'.                   | Juan Martín del Potro | Argentina              |
| 8.                                | 24.                   | 3.                    | Roberta Vinciová           | 21.                   | Daniele Bracciali     | Itálie                 |
| 9.                                | 26.                   | 13.                   | Lucie Hradecká             | 13.                   | Radek Štěpánek        | Česko                  |
| 10.                               | 27.                   | 3.                    | Sara Erraniová             | 24'.                  | Andreas Seppi         | Itálie                 |
| 11.                               | 27.                   | 9'.                   | Angelique Kerberová        | 18.                   | Philipp Petzschner    | Německo                |
| 12.                               | 37.                   | 15'.                  | Sabine Lisická             | 22.                   | Christopher Kas       | Německo                |
| Divoké karty ITF (ITF Invitation) |                       |                       |                            |                       |                       |                        |
| 13.                               | 41.                   | 10.                   | Jelena Vesninová           | 31'.                  | Michail Južnyj        | Rusko                  |
| 14.                               | 58.                   | 48.'.                 | Sofia Arvidssonová         | 10.                   | Robert Lindstedt      | Švédsko                |
| 15.                               | 118.                  | 114'.                 | Laura Robsonová            | 4.                    | Andy Murray           | Velká Británie         |
| 16.                               | 210.                  | 5.                    | Samantha Stosurová         | 205.                  | Lleyton Hewitt        | Austrálie              |
| Náhradníci bez účasti v soutěži   |                       |                       |                            |                       |                       |                        |
| 1.                                | 47.                   | 28.                   | MJ Martínez Sánchez        | 19.                   | Marcel Granollers     | Španělsko              |
| 2.                                | 51.                   | 40.                   | Irina-Camelia Beguová      | 11.                   | Horia Tecău           | Rumunsko               |
| 3.                                | 57.                   | 56'.                  | Aleksandra Wozniaková      | 1.                    | Daniel Nestor         | Kanada                 |
| 4.                                | 57.                   | 49.                   | Klaudia Jansová-Ignaciková | 8.                    | Mariusz Fyrstenberg   | Polsko                 |

Legenda
- KŽ – kombinovaný žebříček představuje součet pořadí v této klasifikaci u hráčky (WTA) a hráče (ATP) tvořících jeden pár. Každému členu páru bylo započítáno vyšší umístění, na kterém figuroval buď ve dvouhře, nebo ve čtyřhře. Následný prostý součet obou umístění byl kritériem pro účast v soutěži. Dvojice s nejnižšími součty do 12. místa si tuto účast zajistily. Další čtyři místa přidělila párům ITF ve formě pozvání.
- '  – člen dvojice je výše postavený na žebříčku ATP/WTA ve dvouhře a uvedeno je toto pořadí; v ostatních případech je uvedeno pořadí jednotlivců na žebříčku ATP/WTA ve čtyřhře